# Tin as-Sabil
Tin as-Sabil (arab. تين السبيل) – wieś w Syrii, w muhafazie Hama. W 2004 roku liczyła 562 mieszkańców.